# Djupasjön (Ljungsarps socken, Västergötland)
Djupasjön är en sjö i Tranemo kommun i Västergötland och ingår i Nissans huvudavrinningsområde.